# Filmworks XXI: Belle de Nature/The New Rijksmuseum
Filmworks XXI: Belle de Nature/The New Rijksmuseum est un album de John Zorn paru en 2008 sur le label Tzadik. Il s'agit de la musique composée pour deux films : Belle de nature, de Maria Beatty, et The New Rijksmuseum, documentaire de Oeke Hoogendijk sur la rénovation du Rijksmuseum.

## Titres
| 1.    | Masque En Sole      | 5:10 |
| 2.    | Un Rose             | 2:06 |
| 3.    | L'Air Et Les Songes | 2:39 |
| 4.    | Fouet D'Epines      | 5:08 |
| 5.    | Elle Vient          | 3:52 |
| 6.    | Orties Cuisantes    | 4:31 |
| 7.    | Belle De Nature     | 4:52 |
| 8.    | Storage             | 2:09 |
| 9.    | Conservation        | 3:57 |
| 10.   | Rendering           | 4:21 |
| 11.   | Meeting             | 3:02 |
| 12.   | Restoration         | 1:35 |
| 13.   | Construction        | 3:18 |
| 14.   | Architecture        | 4:19 |
| 15.   | Design              | 1:55 |
| 16.   | Planning            | 3:07 |
| 17.   | Completion          | 4:18 |
| 60:19 |                     |      |

## Personnel
Belle de nature (1-7)
- Shanir Ezra Blumenkranz - basse
- Carol Emanuel - harpe
- Marc Ribot - guitare

The New Rijksmuseum (8-17)
- Cyro Baptista - percussions
- Uri Caine - piano
- Kenny Wollesen - vibraphone, chimes, percussions
- John Zorn - clavecin (12, 15), percussions de verre (8)